# 三浦義継
三浦 義継（みうら よしつぐ、1067年（治暦3年） - 1159年3月12日（保元4年2月21日））は、平安時代後期の武将。父は三浦為継。子に三浦義明、津久井義行、蘆名為清、岡崎義実。通称は平六、平大夫。

## 人物
相模国三浦郡を治め、在庁官人として活躍。1144年（天養元年）には、子の義明や在庁官人の中村宗平らと共に大庭御厨へ侵攻した（大庭御厨濫行事件）。また三浦荘司と称し、三浦郷を寄進して三浦荘を成立させた 。1104年（長治元年）には父為継のために清雲寺を創建した。